# Liste der Biografien/Schulk
Liste der Biografien |
Portal Biografien |
Personensuche
# |
A |
B |
C |
D |
E |
F |
G |
H |
I |
J |
K |
L |
M |
N |
O |
P |
Q |
R |
S |
T |
U |
V |
W |
X |
Y |
Z |
?
 
Sa |
Sb |
Sc |
Sd |
Se |
Sf |
Sg |
Sh |
Si |
Sj |
Sk |
Sl |
Sm |
Sn |
So |
Sp |
Sq |
Sr |
Ss |
St |
Su |
Sv |
Sw |
Sy |
Sz
 
Sca–Sce |
Sch |
Sci–Scz
 
Scha |
Schc |
Schd |
Sche |
Schg |
Schi |
Schj |
Schk |
Schl |
Schm |
Schn |
Scho |
Schp |
Schr |
Schs |
Scht |
Schu |
Schv |
Schw |
Schy
 
Schua |
Schub |
Schuc |
Schud |
Schue |
Schuf |
Schug |
Schuh |
Schui |
Schuk |
Schul |
Schum |
Schun |
Schuo |
Schup |
Schuq |
Schur |
Schus |
Schut |
Schuu |
Schuv |
Schuw |
Schuy |
Schuz
 
Schula |
Schulb |
Schuld |
Schule |
Schulg |
Schulh |
Schuli |
Schulj |
Schulk |
Schull |
Schulm |
Schulo |
Schulp |
Schulr |
Schuls |
Schult |
Schulw |
Schuly |
Schulz
Die Liste der Biografien führt alle Personen auf, die in der deutschsprachigen Wikipedia einen Artikel haben. Dieses ist eine Teilliste mit 12 Einträgen von Personen, deren Namen mit den Buchstaben „Schulk“ beginnt.

## Schulk

### Schulke
- Schülke, Achim (* 1944), deutscher Schauspieler, Synchron- und Hörspielsprecher
- Schülke, Claus (* 1947), deutscher Politiker (AfD), MdHB
- Schülke, Dirk (* 1960), deutscher Theater- und Filmschauspieler
- Schulke, Hans-Jürgen (* 1945), deutscher Sporthistoriker, Sportfunktionär und Hochschullehrer
- Schülke, Jessica (* 1984), deutsche Politikerin (AfD)
- Schülke, Katja (* 1984), deutsche Handballspielerin
- Schülke, Rudolf († 1924), deutscher Unternehmer, Gründer von Schülke & Mayr
- Schülke, Winfried (1942–1994), deutscher Fußballspieler
- Schulken, Adolf (1569–1626), Generalvikar im Erzbistum Köln
- Schulken, Käthe (1891–1974), deutsche Pädagogin, Lyrikerin und Heimatschriftstellerin

### Schulko
- Schulkowski, Bernhard (* 1951), deutscher Bogenschütze
- Schulkowsky, Robyn (* 1953), US-amerikanische Perkussionistin und Komponistin